# Aristolochia atropurpurea
Aristolochia atropurpurea là một loài thực vật có hoa trong họ Aristolochiaceae. Loài này được Parish ex Hook.f. mô tả khoa học đầu tiên năm 1886.